# Brian Trenchard-Smith
Pour les articles homonymes, voir Brian Smith et Smith.
Brian Trenchard-Smith est un producteur, réalisateur et scénariste britannique et australien né en 1946 au Royaume-Uni.

## Biographie
Il est né en Angleterre, était le fils d'un officier supérieur de la Royal Air Force et a vécu pour peu de temps en Libye, où son père a été placé. Sa famille s'est installé à Odiham, dans le Hampshire et il a fait son premier film à l'âge de 15 ans sur 8mm, un court-métrage de 2 minutes  appelé Sur le Duel. L'année suivante, il a réalisé un autre court-métrage pendant 10 minutes, The Chase qui parle de la poursuite d'un fou qui s'échappe d'un asile et qui poursuit un garçon autour de la campagne avec une baïonnette. 
On lui a donné l'occasion de faire un film de son école, l'Université Botte de caoutchouc, pour des parents. Dès qu'il a quitté l'école, il a travaillé en tant qu'assistant d'un rédacteur et en tant qu'assistant d'une entreprise de nouvelles française à Londres. Cependant il n'a pas pu entrer dans l'union. Brian s'est déplacé en Australie en 1965. Son père était australien.

## Filmographie

### Réalisateur
- 1972 : The Marty Feldman Show (TV)
- 1974 : Kung Fu Killers (TV)
- 1975 : The Love Epidemic
- 1975 : L'Homme de Hong Kong (The Man from Hong Kong)
- 1976 : Stuntmen
- 1976 : Les cascadeurs de la mort (Deathcheaters)
- 1978 : La Rage de la casse (Stunt Rock)
- 1978 : Hospitals Don't Burn Down
- 1979 : Le Jour des assassins (Day of the Assassin)
- 1982 : Les Traqués de l'an 2000 (Turkey Shoot)
- 1983 : Diligence Express (Five Mile Creek) (série télévisée)
- 1983 : Le Gang des BMX (BMX Bandits)
- 1986 : Jenny Kissed Me
- 1986 : Le Secret du lac (Frog Dreaming)
- 1986 : Le Drive in de l'enfer (Dead-End Drive In)
- 1988 : La marque de la panthère (Day of the Panther)
- 1988 : Strike of the Panther
- 1989 : L'esprit du mal (Out of the Body)
- 1989 : Dangerfreaks
- 1989 : Le Dernier Assaut (en) (The Siege of Firebase Gloria)
- 1994 : Official Denial (TV)
- 1994 : La Nuit des démons 2 (vidéo)
- 1995 : Leprechaun 3 (vidéo)
- 1995 : Les Nouvelles Aventures de Flipper le dauphin (série télévisée)
- 1995 : Sahara (TV)
- 1996 : L'Affaire Ramzay (Escape Clause) (TV)
- 1997 : Leprechaun 4 : Destination cosmos (Leprechaun 4: In Space) (vidéo)
- 1997 : La Météorite du siècle (Doomsday Rock) (TV)
- 1998 : Atomic Dog (en) (TV)
- 1998 : Voyage of Terror (TV)
- 1999 : Happy Face Murders (en) (TV)
- 2000 : Britannic (TV)
- 2001 : La Prophétie des ténèbres II (Megiddo: The Omega Code 2)
- 2002 : Opération Wolverine: À la seconde près (Seconds to Spare) (TV)
- 2002 : Les Fantômes de High River (Sightings: Heartland Ghost) (TV)
- 2003 : Panique sous les Tropiques (The Paradise Virus) (TV)
- 2003 : DC 9/11: Time of Crisis (TV)
- 2005 : USS Poséidon (Tides of War) (TV)
- 2006 : In Her Line of Fire
- 2006 : Rendez-moi mon fils ! (Long Lost Son) (TV)
- 2011 : Un bungalow pour six (The Cabin) (TV)
- 2013 : Meurtre à double face (Absolute Deception) (TV)
- 2014 : Drive Hard

### Producteur
- 1974 : Kung Fu Killers (TV)
- 1975 : The Love Epidemic
- 1976 : Les cascadeurs de la mort (Deathcheaters)
- 1982 : Blood Tide
- 1989 : Demonstone
- 1989 : Dangerfreaks
- 2003 : Panique sous les Tropiques (The Paradise Virus) (TV)
- 2005 : USS Poséidon (Tides of War) (TV)
- 2006 : In Her Line of Fire

### Scénariste
- 1974 : Kung Fu Killers (TV)
- 1975 : The Love Epidemic
- 1975 : L'Homme de Hong Kong (The Man from Hong Kong)
- 1978 : La Rage de la casse (Stunt Rock)
- 1989 : Dangerfreaks
- 2000 : Britannic (TV)
- 2002 : Opération Wolverine: À la seconde près (Seconds to Spare) (TV)

### Acteur
- 1975 : L'Homme de Hong Kong (The Man from Hong Kong) : Thug
- 1976 : Les cascadeurs de la mort (Deathcheaters) : Hit and Run Director